# Ray Stanton Avery
Ray Stanton Avery (Oklahoma, 13 januari 1907 - Pasadena, Californië, 12 december 1997) was de Amerikaanse uitvinder van het zelfklevende etiket.

In 1935 richt hij de Kum-Kleen Adhesive Products Company op, met $100 die hij van zijn verloofde leende, dat tegenwoordig als Avery Dennison een multinational is.
Tijdens zijn leven registreert Stan Avery 18 patenten, introduceert hij automatische label dispensers, de zelfklevende postzegel, en nog vele andere tijdbesparende uitvindingen.
Hij was getrouwd met Dorothy Durfee Avery, en hertrouwde na Dorothy's dood met Ernestine Onderdonk.

## Carrière
Van 1926 tot 1932 studeerde Stan Avery aan de Pomona College. Avery werkte regelmatig voor goede doelen, ook in zijn eigen bedrijf stond hij voor hoge ethische standaarden. 
Tijdens zijn studie nam Avery in 1929 een jaar vrijaf om een reis naar China te maken. Hier kwam hij in contact met armoede zonder de zekerheden die het Amerikaanse stadsleven boden. Deze reis maakte het dat hij zich interesseerde in sociale organisaties en het motiveren van mensen om hun doelen te bereiken. 
Stan Avery stond bekend als een knutselaar, die kleine ongemakken met inventieve oplossingen wist aan te pakken. Hierdoor kreeg hij een baan als productiemanager bij de Adhere Paper Company, een bedrijf van een klasgenoot. Dit bedrijf produceerde zelfklevende tekens en kaarten, en Avery mocht de apparatuur verbeteren. Adhere Paper Company haalde het niet, maar Avery bleef hiermee verder experimenteren. Met een oude wasmachinemotor bouwde hij een apparaat dat met papier en lijm zelfklevende etiketten kon maken. Zijn verloofde Durfee hielp Avery deze te verkopen aan middenstanders, wat uiteindelijk leidde tot de oprichting van Kum Kleen Company in 1935.
- International Standard Name Identifier: 0000 0000 2861 0661
- Library of Congress Control Number: n86006897
- SNAC: w60z8xz7
- Virtual International Authority File: 28544910
- WorldCat: E39PBJqqpPCTVCkxbfTfkQ9hpP